# Kabinett Voigt (Thüringen)
Das Kabinett Voigt bildet seit dem 12. Dezember 2024 die Landesregierung des Freistaates Thüringen. Das Bündnis der drei Parteien CDU, BSW und SPD ist die erste Brombeer-Koalition in Deutschland. Die Regierung wurde nach der Wahl zum 8. Thüringer Landtag vom 1. September 2024 gebildet und löste die Minderheitsregierung Ramelow II ab. Zusammen verfügen die drei Parteien des Regierungslagers über genau die Hälfte der Sitze im Thüringer Landtag und damit über keine absolute Mehrheit.

## Mitglieder der Landesregierung

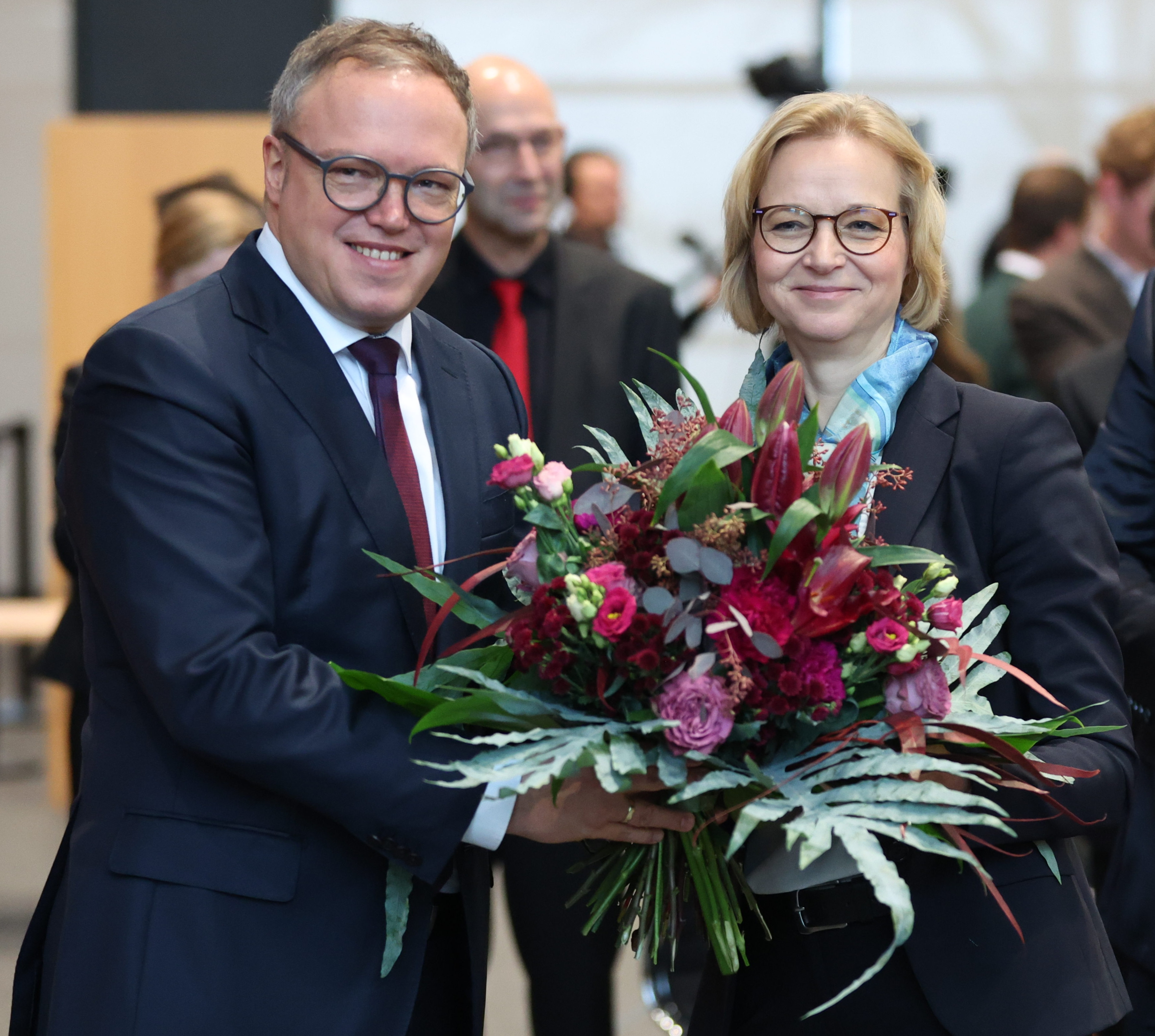
Mario Voigt und Katja Wolf nach der Vereidigung von Voigt als Ministerpräsident

Folgende Personen wurden am 13. Dezember 2024 als Minister ernannt und vereidigt.
| Amt                                                                                                | Bild | Name               | Partei | Partei |
| -------------------------------------------------------------------------------------------------- | ---- | ------------------ | ------ | ------ |
| Ministerpräsident                                                                                  |      | Mario Voigt        |        | CDU    |
| Stellvertretende Ministerpräsidentin Finanzministerin                                              |      | Katja Wolf         |        | BSW    |
| Zweiter Stellvertretender Ministerpräsident Minister für Inneres, Kommunales und Landesentwicklung |      | Georg Maier        |        | SPD    |
| Chef der Staatskanzlei Minister für Bundes- und Europaangelegenheiten, Sport und Ehrenamt          |      | Stefan Gruhner     |        | CDU    |
| Ministerin für Wirtschaft, Landwirtschaft und Ländlichen Raum                                      |      | Colette Boos-John  |        | CDU    |
| Minister für Umwelt, Energie, Naturschutz und Forsten                                              |      | Tilo Kummer        |        | BSW    |
| Ministerin für Justiz, Migration und Verbraucherschutz                                             |      | Beate Meißner      |        | CDU    |
| Ministerin für Soziales, Gesundheit, Arbeit und Familie                                            |      | Katharina Schenk   |        | SPD    |
| Minister für Digitales und Infrastruktur                                                           |      | Steffen Schütz     |        | BSW    |
| Minister für Bildung, Wissenschaft und Kultur                                                      |      | Christian Tischner |        | CDU    |

## Staatssekretäre
Die Staatssekretäre sind die ranghöchsten Beamten des Freistaats Thüringen. Sie fungieren als Amtschefs der Ministerien, ständige Vertreter der Minister oder übernehmen – wie der Bevollmächtigte des Freistaats Thüringen beim Bund – Sonderaufgaben.
| Staatskanzlei und Ministerien                                  | Staatssekretäre |
| -------------------------------------------------------------- | --- |
| Staatskanzlei                                                  | Stephan König Bevollmächtigter des Freistaates Thüringen beim Bund Medien und Europa David Möller (seit 13. Mai 2025) Sport und Ehrenamt |
| Ministerium der Finanzen                                       | Julian Vonarb Birger Scholz |
| Ministerium für Inneres, Kommunales und Landesentwicklung      | Norman Müller Andreas Bausewein |
| Ministerium für Wirtschaft, Landwirtschaft und Ländlichen Raum | Mario Suckert Marcus Malsch |
| Ministerium für Umwelt, Energie, Naturschutz und Forsten       | Karin Arndt |
| Ministerium für Justiz, Migration und Verbraucherschutz        | Christian Klein |
| Ministerium für Soziales, Gesundheit, Arbeit und Familie       | Udo Götze Tina Rudolph (seit 13. Mai 2025)                                                                                               |
| Ministerium für Digitales und Infrastruktur                    | Tobias J. Knoblich Milen Starke (seit 16. Juni 2025) Digitales Chief Information Officer (CIO)                                           |
| Ministerium für Bildung, Wissenschaft und Kultur               | Bernd Uwe Althaus Bildung Steffen Teichert Wissenschaft und Kultur (seit 13. Mai 2025)                                                   |

## Abstimmung im Landtag
| Wahlgang    | Kandidat          | Kandidat          | Stimmen    | Stimmenzahl | Anteil | Koalitionspartei(en) | Koalitionspartei(en) | Koalitionspartei(en) | Koalitionspartei(en) |
| ----------- | ----------------- | ----------------- | ---------- | ----------- | ------ | -------------------- | -------------------- | -------------------- | -------------------- |
| 1. Wahlgang |                   | Mario Voigt (CDU) | Ja-Stimmen | 51          | 58,0 % |                      |                      |                      | CDU, BSW, SPD        |
| 1. Wahlgang | Nein-Stimmen      | Mario Voigt (CDU) | 33         | 37,5 %      |        |                      |                      |                      | CDU, BSW, SPD        |
| 1. Wahlgang | Enthaltungen      | Mario Voigt (CDU) | 4          | 4,5 %       |        |                      |                      |                      | CDU, BSW, SPD        |
| 1. Wahlgang | Ungültige Stimmen | Mario Voigt (CDU) | 0          | 0,0 %       |        |                      |                      |                      | CDU, BSW, SPD        |
| 1. Wahlgang | Nichtteilnahme    | Mario Voigt (CDU) | 0          | 0,0 %       |        |                      |                      |                      | CDU, BSW, SPD        |